# Belambangan (Penengahan)
Belambangan is een bestuurslaag in het regentschap Lampung Selatan van de provincie Lampung, Indonesië. Belambangan telt 1679 inwoners (volkstelling 2010).